# 云巅之上
《云巅之上》（英語：Above The Clouds），2017年中国偶像剧。2015年4月至8月拍攝，由陈晓、袁姗姗、郭晓东、蒋梦婕、张哲瀚、米热、何泓姗、蔡文靜领衔主演，第一季于2017年2月23日于爱奇艺首播，第二季于2017年3月30日于爱奇艺首播。该剧从2017年5月2日起在深圳卫视黄金剧场播出。

## 播出时间

### 首播
| 頻道   | 所在地 | 首播日期              | 备注                      |
| ------ | ------ | --------------------- | ------------------------- |
| 爱奇艺 | 中国   | 第一季：2017年2月23日 | 每周四周五更新两集 已完结 |
| 爱奇艺 | 中国   | 第二季：2017年3月30日 | 每周四周五更新两集 已完结 |

## 演员列表

### 主要演员
| 演员   | 角色 | 介绍 | 登场集数 |
| 陈晓   | 唐斐 | 深諳娛樂圈之道的著名演員。个性原本霸道任性、自以为是，直到认识简兮后，他才开始重新审视自己的人生，早已遗忘的亲情与梦想也逐渐复苏。在对艺术的追寻过程中，不断追求自由与尊严，坚持自我实现，并以他的勇气证实着生命的力量。 |          |
| 袁姗姗 | 简兮 | 初出茅廬的新進女演員，喜歡唐斐。沒有背景與實力，只有與生俱來的天賦。简兮从小失去父親，被母親遺棄，由祖母抚养长大，却依然成为一个乐观积极的少女。祖母去世后，简兮独自离开故乡，远赴北京寻找亲生母亲。遭到母亲展眉的冷漠拒绝后，没有灰心丧气，反而立志成为一个出色的表演艺术家。凭着对表演的一腔热情和杰出天赋，塑造出鲜明各异的角色，成为受到大众欢迎的女演员。 |          |
| 郭晓东 | 陆周 | 表演课老师。性格古怪偏执，不苟言笑，给简兮授课时总是瞬间化身「咆哮担当」。偶然间发现了简兮这块璞玉，尽心栽培，成为简兮成长路上不可或缺的重要力量。 |          |
| 蒋梦婕 | 季晴 | 完美女神形象的著名演員，“宫娱乐”当家花旦。热爱表演。娱乐圈光芒最大的女明星，她到哪里，哪里就有光，自带一种无人能及的光芒，唯一的缺点就是“太完美”。喜歡唐斐，被拒绝後接受齊文森。 |          |
| 张哲瀚 | 柯洛 | 喜歡唱歌的人氣演員。专心唱歌，喜歡简兮，後喜歡沈嫣。不管世界怎么看，都用自己的方法爱自己的女人。才华横溢的人气歌手，特立独行的处事风格更让他成为众人眼中的完美新星。 |          |
| 米热   | 岳乐 | 唐斐的经纪人兼好友。照顾明星的日常起居，妥善安排工作行程，虽为经纪人，却又时不时在万能经纪人和操心小助理的身份之间随意切换。不仅要为唐斐尽心尽力安排演艺事业，更要为艺人挡桃花、送姻缘，在唐斐和简兮之间的感情发生微妙变化的时候添上一把柴。 |          |
| 何泓姗 | 沈嫣 | 新進女演員。原是左左的助理，後來成為簡兮助理，最後辜負簡兮。為了上位犧牲與簡兮的友情。在簡兮眼裡，她就是善良可爱的“万能小助理”，既能肩挑万斤，笑对各种身心折磨，即使被甩饭盒，遭谩骂，依然能保持一颗纯真的心，还身怀“百宝箱”，能应对作为上司的一切需求。 |          |
| 臧洪娜 | 安心 | 娱乐圈顶端的金牌经纪人。喜歡岳樂，當年是因為岳樂才能走到今天。做事果决，雷厉风行，在陪伴展眉從默默無名到影后之路後，成为简兮的经纪人，並尽心捧红简兮。 |          |

### 其他演员
| 演员   | 角色   | 介绍 | 登场集数 |
| 蔡文静 | 左左   | 任意妄为的娱乐圈星二代。因為親生母親是位優秀的演員而熱愛鎂光燈，但總是不得其門而入。無時無刻都在用盡辦法欺負簡兮，因為她想讓後媽難堪。為了贏過簡兮，在出名後依然要和簡兮搶小角色，但其實心地十分善良，後期開始善待簡兮。 |          |
| 何佳怡 | 展眉   | 影后，简兮亲生母亲，左剛繼妻，左左后妈。為了成功、不擇手段。對簡兮從來只有冷漠。 |          |
| 吳岱融 | 左剛   | 著名导演，左左的爸爸。 |          |
| 白宇   | 牧歌   | 王牌編劇，深愛左左。剛開始總想著保護她而幫著左導演限制左左，後來才漸漸明白，應該要幫助左左實現他的理想並在旁邊守護著。                                                                                                   |          |
| 金世佳 | 米蒂   | 金牌妝髮。 |          |
| 初俊辰 | 浮生   | 陆周的助教。 |          |
| 南伏龙 | 齐文森 | 宮娛樂集團齊總，喜歡季晴。 |          |
| 周紹棟 | 季董   | 宮娛樂集團董事，季晴之父。 |          |
| 鄧莎   | 阿may  | |          |

## 网络剧歌曲
| 曲别   | 歌名     | 演唱者         | 作词           | 作曲   |
| 主题曲 | 天下无敌 | 郁可唯、张哲瀚 | 正             | 譚旋   |
| 片尾曲 | 轻狂     | 陈翔           | 正             | 譚旋   |
| 插曲   | 悲前喜剧 | 陈晓           | 段思思         | 譚旋   |
| 插曲   | 每一天   | 郁可唯、寧桓宇 | 蔣逸風、寧桓宇 | 寧桓宇 |